# Muhammad II Szach
Muhammad II Szach (ur. ?, zm. 20 kwietnia 1397) – sułtan Dekanu w latach 1378–1397.
Czas jego panowania był najbardziej pokojowym okresem w czasie istnienia sułtanatu.

## Literatura
- Muhammad II Szach, [w:] M. Hertmanowicz-Brzoza, K. Stepan, Słownik władców świata, Kraków 2005, s. 765.